# Сан Ђакомо (Сондрио)
Сан Ђакомо је насеље у Италији у округу Сондрио, региону Ломбардија.
Према процени из 2011. у насељу је живело 1093 становника. Насеље се налази на надморској висини од 357 м.